# Morombe

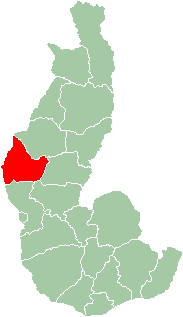
Morombes läge i Toliaraprovinsen.

Morombe är en ort och kommun i den västra delen av Madagaskar. Morombe ligger i distriktet Morombe som är en del av provinsen Toliara i regionen Atsimo-Andrefana. Orten kan nås med pirogkanot från Morondava. 